# The Phenomenal Handclap Band
Die Phenomenal Handclap Band ist ein Musikerkollektiv aus Brooklyn und Lower Manhattan, New York City, das den Genres Rock, Disco, Soul, Electropop und Psychedelia zugeordnet werden kann.

## Geschichte
Die Band besteht seit 2008 und wurde von den beiden DJs Daniel Collás und Sean Marquand gegründet, die durch ihre Arbeit mit unter anderem TV on the Radio und The Jon Spencer Blues Explosion gut mit der lokalen Musikszene vertraut waren. Nach einiger Zeit begannen beide, eigene Lieder zu schreiben, ehe die weiteren Mitglieder noch im Gründungsjahr zur Band stießen und diese so auf eine Breite von acht Mitgliedern vergrößerten.
Das erste Album, das denselben Namen wie die Band selbst trägt, wurde am 16. Oktober 2009 veröffentlicht und erschien in Deutschland bei Gomma Records. In den USA erschien es bei Friendly Fire Recordings und Tummy Touch Records. In Japan wurde das Album von KSR Records, in Australien von Inertia und auf den Philippinen von Universal Records veröffentlicht. Im Dezember des Folgejahres erschien das zweite Album Remixes, auf dem ausschließlich Remixes der Songs vom ersten Album enthalten sind.
Am 17. Februar 2012 wurde das dritte Album der Band, Form & Control, veröffentlicht. Im selben Jahr geht die Band auf Europatour und spielt unter anderem in London, Basel und Berlin.

## Rezeption
Von der Fachpresse und verschiedenen Musikmagazinen wurde die Band gerade nach der Veröffentlichung des ersten Albums durchweg positiv aufgenommen und bewertet. So erhielt das erste Album selbst eine Wertung von 6,2 bei Pitchfork und auch andere Seiten bewerteten es positiv. Unter anderem schrieb die Webseite „Plattentests.de“: 

„Der Groove bleibt einfach hängen, die Melodien schieben sich zärtlich ins Ohr und rumpeln da freudig vor sich hin. Souverän schiebt sich die Phenomenal Handclap Band vorbei an jeder intellektuellen Kritik, indem sie sie einfach mit einer Coolness und einem Sex ummäht, dass es einem die Brustbehaarung sprießen lässt.“

Die Kurzbeschreibung zum dritten Album bei Amazon.de lässt verlauten, dass sich die Band perfekt in die Lücke zwischen Sly & The Family Stone, Tom Tom Club, CSS und The Go! Team einfügt.

## Diskografie

### Alben
- Phenomenal Handclap Band (Oktober 2009)
- Remixes (Dezember 2010)
- Form and Control (Februar 2012)

### Singles und EPs
- Baby (2009)
- 15 To 20 (2009)
- 15 To 20/You'll Disappear (2009)
- Testimony (Cosmodelica Mixes) 10", Ltd. (2010)
- Anthony Mansfield Remixes 12" (2010)